# 五渡镇
五渡镇，是中华人民共和国四川省乐山市峨边彝族自治县下辖的一个乡镇级行政单位。

## 行政区划

### 行政区划沿革
- 1932年建五渡乡。
- 1958年改公社。
- 1984年复置乡。
- 1992年撤乡建镇。

### 下辖
五渡镇下辖以下地区：五渡社区、工农村、先锋村、街村、胡坝村、田村、双凤村、新街村、茶店村、大村、胜利村、葛村、郭坝村和向阳村。